# اجغاز
اوجغاز - اوجقاز  روستایی است که در استان اردبیل، شهرستان نیر، بخش مرکزی، دهستان رضاقلی قشلاق قرار دارد.

## جمعیت
بر اساس سرشماری سال ۱۳۸۵ جمعیت این روستا ۲۵۱ نفر با ۴۷ خانوار بوده‌است.
(ثبت احوال کلمه اوجقاز را به عنوان پسوند در شناسنامه به رسمیت میشناسد).